# Parque nacional de Moukalaba-Doudou
El parque nacional de Moukalaba-Doudou (del francés: Parc national de Moukalaba-Doudou) es un espacio protegido con el estatus de parque nacional en la parte sur del país africano de Gabón.
Cubre un área de 4500 kilómetros cuadrados. El parque nacional incluye varios tipos de hábitats, incluyendo bosque tropical húmedo y praderas de sabana. 
La WWF inició un programa de desarrollo en el parque en 1996.
Este sitio fue añadido a la Lista Tentativa del Patrimonio Mundial de la UNESCO el 20 de octubre de 2005 en la Categoría Mixta (Cultural y Natural).